# تپه جیران
تپه جیران مربوط به سدهٔ ۴ تا ۶ ه.ق است و در شهرستان نیشابور، بخش مرکزی، دهستان ریوند، کیلومتری ۱۵ نیشابور، سبزوار واقع شده و این اثر در تاریخ ۳ خرداد ۱۳۸۶ با شمارهٔ ثبت ۱۹۱۹۶ به‌عنوان یکی از آثار ملی ایران به ثبت رسیده است. روستای جیران، در نزدیک این ناحیه واقع شده است.